# Quintin Paredes
 Quintin B. Paredes (Bangued, 9 september 1884 – 30 januari 1973) was een Filipijns advocaat en politicus. Parades was in zijn lange politieke carrière onder meer tweemaal minister van justitie, lid van het Huis van afgevaardigden en de Filipijnse Senaat. In 1952 was hij kortstondig Voorzitter van de Filipijnse Senaat.
In 1902 begon hij als assistent- thesaurier van de provincie Abra. Kort daarop nam hij echter al ontslag om rechten te gaan studeren aan de Escuela de Leyes. Na het behalen van zijn diploma, slaagde hij in 1906 voor het toelatingsexamen van de Filipijnse balie. Van 1906 tot 1908 werkte hij als advocaat in de commerciële sector tot hij een baan als assistent-thesaurier van Manilla kreeg aangeboden. Van 1909 tot 1911 doceerde hij tevens strafrecht aan de Escuela de Derecho. Aansluitend was hij van 1911 tot 1917 directeur van het opleidingsinstituut. In 1916 werd hij benoemd tot thesaurier van Manilla. Na een reorganisatie het jaar erop verhuisde hij naar het Department van Justitie. In 1918 volgde een benoeming tot attorney-general.
In 1919 was hij een leden van de Filipijnse parlementaire missie naar de Verenigde Staten waar gepleit werd voor onafhankelijkheid van dat land. In 1920 werd Paredes benoemd tot Minister van justitie. Na een jaar als minister ging hij weer werken in de advocatuur.
Na enkele jaren als advocaat gewerkt te hebben deed hij in 1925 mee aan de verkiezingen voor het Filipijns Huis van Afgevaardigden. Hij won een zetel als afgevaardigde van zijn geboorteprovincie Abra. Vier jaar later werd hij herkozen voor een tweede termijn. Bovendien werd hij die tweede termijn door zijn collega’s gekozen als Voorzitter van het Huis van afgevaardigden. In 1931 en 1934 werd hij opnieuw herkozen tot de nieuwe grondwet van 1935 een einde maakte aan het tweekamerstelsel. Hij werd wel gekozen in het nieuwe Filipijnse Assemblee, maar nam in september 1935 al ontslag om te gaan dienen als resident commissioner in het Amerikaanse Huis van Afgevaardigden in Washington D.C.. Na zijn terugkeer in de Filipijnen werd hij op 8 november 1938 opnieuw gekozen in de Assemblee.
Na het uitbreken van de Tweede Wereldoorlog besloot Paredes samen met diverse andere politieke leiders, zoals Jose Laurel, Benigno Aquino sr. om mee te werken met de Japanse bezetter. Er werd een Filipijnse regering gevormd met Jose Laurel als president. Paredes bekleedde diverse functies tot hij in oktober 1943 door Laurel werd aangesteld als minister van Publieke Werken en Communicatie. Tegen het einde van de oorlog werd het kabinet van Laurel, inclusief Paredes door de Japanners naar Baguio gebracht. Een deel van hen werd, waaronder Laurel uiteindelijk meegenomen naar Japan en daar gevangengenomen door de Amerikanen. Paredes slaagde erin om de frontlinie over te steken naar de Amerikaanse zijde.
Na de oorlog werd Paredes net als de andere politici die onder de Japanners hadden gediend, beschuldigd van collaboratie en hoogverraad. Hoewel hij zelf een van de beschuldigden was, nam hij samen met Ralph Recto en Jose Laurel jr. de verdediging van Jose Laurel op zich. Twee jaar na het begin van de rechtszaak in 1946 werd alle politieke gevangen amnestie echter verleend door de president Manuel Roxas. Datzelfde jaar werd hij opnieuw gekozen in het Huis van Afgevaardigden.
Aan het einde van zijn termijn in het Huis deed Paredes bij de verkiezingen van 1949 een gooi naar een zetel in de Filipijnse Senaat. Hij behaalde voldoende stemmen om een van de beschikbare zetels te veroveren. In verkiezingen van 1955 volgde een herverkiezing. In de senaat was Parades een tijd lang senaatspresident pro-tempore en in 1952 kortstondig senaatspresident. Bij de verkiezingen van 1961 eindigde Parades op een tiende plek, twee plekken te weinig voor een derde termijn in de Filipijnse senaat. In 1963 stopte hij definitief als politicus en werd hij aangesteld als president en vicevoorzitter van de General Bank and Trust Company. Tien jaar later overleed hij op 88-jarige leeftijd